# Andelsbanken för Åland
Andelsbanken för Åland har funnits sedan 1925, då den första andelskassan blev registrerad i västra Saltvik. Ungefär en månad senare startade Lappo Andelskassa i Brändö och senare bildades också lokala andelskassor i Sund, Lemland, Föglö, Kumlinge, Seglinge och Lumparland. 1947 slogs alla andelskassor förutom Lappo Andelskassa ihop till Ålands Andelskassa. 1970 bytte andelskassan namn till Andelsbanken för Åland.
1986 flyttades huvudkontoret till sina nuvarande lokaler, som genomgick en stor renovering 2016.
2015 firade banken 90 år.
Andelsbanken för Åland är en självständig bank, men ändå en del av den riksomfattande OP Pohjola gruppen som ingår i Centralinstitutet OPC för sammanslutningen av andelsbanker. I gruppen ingick vid årsskiftet 2013–2014 183 st andelsbanker runtom i Finland samt Pohjola Bank Abp, Helsingfors OP Bank Abp, OP-Bostadslånebanken Abp, OP-Hembanken Abp och OP-Processtjänster Ab.
Banken erbjuder rådgivning inom betalning, finansiering, placering och värdepapper, försäkringar och förmögenhetsförvaltning. 
Utöver huvudkontoret beläget vid Köpmansgatan 2 i Mariehamn har banken ett kontor på Brändö.

## Kontor
- Mariehamn (huvudkontor)
- Brändö